# Guillaume Latendresse
Guillaume Latendresse, född 24 maj 1987 i Sainte-Catherine, Québec, är en kanadensisk professionell ishockeyspelare som spelar för Ottawa Senators i NHL.
Latendresse har tidigare spelat för NHL-lagen Montreal Canadiens och Minnesota Wild.

## Statistik

### Klubbkarriär
| 2003–04    | Drummondville Voltigeurs | QMJHL      | 53  | 24 | 25 | 49  | 66  | —  | — | — | —  | —  |
| 2004–05    | Drummondville Voltigeurs | QMJHL      | 65  | 29 | 49 | 78  | 76  | 6  | 6 | 4 | 10 | 7  |
| 2005–06    | Drummondville Voltigeurs | QMJHL      | 51  | 43 | 40 | 83  | 105 | 5  | 3 | 2 | 5  | 8  |
| 2006–07    | Montreal Canadiens       | NHL        | 80  | 16 | 13 | 29  | 47  | —  | — | — | —  | —  |
| 2007–08    | Montreal Canadiens       | NHL        | 73  | 16 | 11 | 27  | 41  | 8  | 0 | 1 | 1  | 19 |
| 2008–09    | Montreal Canadiens       | NHL        | 56  | 14 | 12 | 26  | 45  | 4  | 0 | 0 | 0  | 12 |
| 2009–10    | Montreal Canadiens       | NHL        | 23  | 2  | 1  | 3   | 4   | —  | — | — | —  | —  |
| 2009–10    | Minnesota Wild           | NHL        | 55  | 25 | 12 | 37  | 12  | —  | — | — | —  | —  |
| 2010–11    | Minnesota Wild           | NHL        | 11  | 3  | 3  | 6   | 8   | —  | — | — | —  | —  |
| 2011–12    | Minnesota Wild           | NHL        | 16  | 5  | 4  | 9   | 20  | —  | — | — | —  | —  |
| NHL totalt | NHL totalt               | NHL totalt | 314 | 81 | 56 | 137 | 177 | 12 | 0 | 1 | 1  | 31 |

### Internationellt
| År     | Lag    | Turnering | Matcher | Mål | Assist | Poäng | Utv |
| ------ | ------ | --------- | ------- | --- | ------ | ----- | --- |
| 2005   | Kanada | U18-VM    | 6       | 2   | 3      | 5     | 4   |
| 2006   | Kanada | JVM       | 6       | 0   | 0      | 0     | 0   |
| Totalt | Totalt | Totalt    | 12      | 2   | 3      | 5     | 4   |